# 沙滕范数
泛函分析中，沙滕范数（Schatten norm，或沙滕–冯·诺依曼范数，Schatten–von-Neumann norm）来自p-可积的推广，与迹类范数、希尔伯特-施密特范数相似。

## 定义
令{\displaystyle H_{1},\ H_{2}}是希尔伯特空间，{\displaystyle T:\ H_{1}\to H_{2}}是（线性）有界算子。对{\displaystyle p\in [1,\infty )}，定义T的沙滕p-范数为
{\displaystyle \|T\|_{p}=[\operatorname {Tr} (|T|^{p})]^{1/p},}
其中{\displaystyle |T|:={\sqrt {(T^{*}T)}}}，平方根是算子平方根。
若T是紧的、{\displaystyle H_{1},\,H_{2}}可分离，则
{\displaystyle \|T\|_{p}:={\bigg (}\sum _{n\geq 1}s_{n}^{p}(T){\bigg )}^{1/p}}
T的奇异值（即厄米算子{\displaystyle |T|:={\sqrt {(T^{*}T)}}}的特征值）满足{\displaystyle s_{1}(T)\geq s_{2}(T)\geq \cdots \geq s_{n}(T)\geq \cdots \geq 0}。

## 性质
下面将p的范围推广到{\displaystyle [1,\infty ]}，{\displaystyle \|\cdot \|_{\infty }}表示算子范数。指标{\displaystyle p=\infty }的对偶是{\displaystyle q=1}。
- 沙滕范数是酉不变的：对酉算子U、V、{\displaystyle p\in [1,\infty ]}，

{\displaystyle \|UTV\|_{p}=\|T\|_{p}.}
- 它们满足赫尔德不等式：{\displaystyle \forall p\in [1,\infty ],\ q}使得{\displaystyle {\frac {1}{p}}+{\frac {1}{q}}=1}，以及定义在希尔伯特空间之间的算子{\displaystyle S\in {\mathcal {L}}(H_{2},H_{3}),T\in {\mathcal {L}}(H_{1},H_{2})}，

{\displaystyle \|ST\|_{1}\leq \|S\|_{p}\|T\|_{q}.}
若{\displaystyle p,q,r\in [1,\infty ]}满足{\displaystyle {\tfrac {1}{p}}+{\tfrac {1}{q}}={\tfrac {1}{r}}}，则
{\displaystyle \|ST\|_{r}\leq \|S\|_{p}\|T\|_{q}}.
赫尔德不等式的这后一个形式有更一般情形的证明（对非交换{\displaystyle L^{p}}空间，而非沙滕-p类。对于矩阵，见）。
- 子乘性：{\displaystyle \forall p\in [1,\infty ]}、定义在希尔伯特空间{\displaystyle H_{1},H_{2},H_{3}}之间的算子{\displaystyle S\in {\mathcal {L}}(H_{2},H_{3}),T\in {\mathcal {L}}(H_{1},H_{2})}，

{\displaystyle \|ST\|_{p}\leq \|S\|_{p}\|T\|_{p}.}
- 单调性：对于{\displaystyle 1\leq p\leq p'\leq \infty }，

{\displaystyle \|T\|_{1}\geq \|T\|_{p}\geq \|T\|_{p'}\geq \|T\|_{\infty }.}
- 对偶性：令{\displaystyle H_{1},H_{2}}为有限维希尔伯特空间，{\displaystyle p\in [1,\infty ]}，q满足{\displaystyle {\frac {1}{p}}+{\frac {1}{q}}=1}，则

{\displaystyle \|S\|_{p}=\sup \lbrace |\langle S,T\rangle |\mid \|T\|_{q}=1\rbrace ,}
其中{\displaystyle \langle S,T\rangle =\operatorname {tr} (S^{*}T)}表示希尔伯特-施密特算子。
- 令{\displaystyle (e_{k})_{k},(f_{k'})_{k'}}为希尔伯特空间{\displaystyle H_{1},H_{2}}的两个正交基，则对{\displaystyle p=1}

{\displaystyle \|T\|_{1}\leq \sum _{k,k'}\left|T_{k,k'}\right|.}

## 备注
注意{\displaystyle \|\cdot \|_{2}}是希尔伯特-施密特范数（见希尔伯特-施密特算子），{\displaystyle \|\cdot \|_{1}}是迹类范数（见迹类算子），{\displaystyle \|\cdot \|_{\infty }}是算子范数（见算子范数）。
对{\displaystyle p\in (0,1)}，函数{\displaystyle \|\cdot \|_{p}}是拟赋范空间的例子。
具有有限沙滕范数的算子称作沙滕类算子，其空间记作{\displaystyle S_{p}(H_{1},H_{2})}。此范数下{\displaystyle S_{p}(H_{1},H_{2})}是巴拿赫空间，对{\displaystyle p=2}是希尔伯特空间。
注意{\displaystyle S_{p}(H_{1},H_{2})\subseteq {\mathcal {K}}(H_{1},H_{2})}，后者即紧算子代数。这是因为，若和有限，则谱也有限或至多是可数无穷多，且以原点为极限点，因此是紧算子。
{\displaystyle p=1}情形常称作核范数（或迹范数、樊𰋀n-范数）。